# Ania z Zielonego Wzgórza (zespół muzyczny)
Ania z Zielonego Wzgórza – polski zespół muzyczny grający folk inspirowany ludową muzyką śląską.
Zespół powstał jesienią 2000 roku, przy Akademickim Centrum Kultury UMCS Chatka Żaka w Lublinie, z inicjatywy Anny Kiełbusiewicz oraz Grzegorza Lesiaka. Jego działalność jest kontynuacją solowej drogi Anny Kiełbusiewicz, znanej z interpretacji pieśni polskich.
Artystka przez szereg lat poszukiwała tematów ludowych w starych śpiewnikach. Repertuar zespołu to w głównej mierze energiczne piosenki w klimacie reggae, zagrane z jazzowym zacięciem oraz polskie ballady.
Zespół zakończył działalność w 2003 r. po tragicznym wypadku samochodowym, w którym zginęła Anna Kiełbusiewicz.

## Skład zespołu
- Anna Kiełbusiewicz – śpiew, gitara
- Grzegorz Lesiak – gitara
- Wojciech Ostaszewski – tenor sax
- Jacek Dejneka – kontrabas
- Michał Wojda – konga, udu

## Wydawnictwa i osiągnięcia
- Płyta Ania z Zielonego Wzgórza wydana w 2003[2]. Płyta stanowi zapis muzyki pełnej improwizacji ma pograniczu folku, reggae i jazzu.

Nagranie zrealizowano na żywo w dniach 26 -27 września 2001 r. w studio S – 2 Polskiego Radia S.A. w Warszawie.
- I nagroda dla zespołu na Festiwalu Muzyki Folkowej Polskiego Radia Nowa Tradycja 2001[3]